# Рошешуар-Мортемар, Жан-Батист де
Жан-Батист де Рошешуар (фр. Jean-Baptiste de Rochechouart; 25 ноября 1682 — 16 января 1757, Байё), герцог де Мортемар, пэр Франции — французский аристократ.

## Биография
Второй сын Луи I де Рошешуара, герцога де Мортемара и Мари-Анн Кольбер.
Граф де Мор в Бретани, называемый графом де Рошешуаром, маркиз д'Эверли, барон де Бре-сюр-Сен.
Начал службу капитаном в Шампанском полку, затем был полковником в Беарнском пооку (1702) и пехотном полку дофина (1704). Был взят в плен во время осады Ниццы (1706).
После смерти старшего брата Луи II, его сыновей и внука, по праву субституции унаследовал герцогство Мортемар, также земли Авай, Серр и Абзак в Пуату, Буше, Минье и Арде в Берри, княжество Тонне-Шарант, шателению Ле-Фонтен-де-Бюрле в Сентонже. Принят в парламенте как герцог и пэр 16 января 1747.
Умер в епископском дворце в Байё.

## Семья
Жена (26.05.1706): Мари-Мадлен Кольбер (1686—4.06.1746), дама де Бленвиль, дочь Армана де Кольбера, маркиза де Бленвиля, и Габриели де Рошешуар де Тонне-Шарант, приходилась мужу двоюродной сестрой
Дети:
- Луи (8.02.1708—21.01.1725)
- Мари-Анн-Мадлен (р. 22.08.1710)
- Жан-Батист-Виктор (30.10.1712—30.07.1771), герцог де Мортемар
- Шарль-Огюст (р. 10.10.1714)